# Таифское соглашение
Таифское соглашение — соглашение направленное, на прекращение гражданской войны в Ливане в 1989 году.
Таифское соглашение (также Соглашение о национальном примирении или Документ о национальном согласии) было соглашением, достигнутым в качестве «основы за прекращение гражданской войны и возвращение к нормальной политической жизни в Ливане». Переговоры, заключённые в Таифе, Саудовской Аравии, были разработаны чтобы положить конец длившейся десятилетия гражданской войне в Ливане (затем контролировалось армией Южного Ливана и поддерживалось израильскими войсками). Хотя в соглашении были установлены временные рамки для вывода сирийских вооружённых сил, оговаривалось, что сирийцы будут выведены в течение двух лет, фактический вывод состоялся только в 2005 году. Оно было подписано 22 октября 1989 года и ратифицировано парламентом Ливана 5 ноября 1989 года.